# Afrikanska mästerskapen i fäktning 2000
Afrikanska mästerskapen i fäktning 2000 arrangerades mellan den 24 och 26 mars 2000 i Tunis i Tunisien. Det var den fjärde upplagan av afrikanska mästerskapen i fäktning.

## Medaljörer

### Herrar
| Gren                | Guld           | Silver      | Brons         |
| Värja, individuellt | Selt Mouhanned | Aissam Rami | Mohamed Assel |
| Värja, individuellt | Selt Mouhanned | Aissam Rami | Dhaou Salhi   |
| Värja, lag          | Egypten        | Algeriet    | Marocko       |

### Damer
| Gren                | Guld        | Silver            | Brons           |
| Värja, individuellt | Zahra Gamir | Najoua Abdelmouti | Claudia Holgate |
| Värja, individuellt | Zahra Gamir | Najoua Abdelmouti | Imen Houssem    |
| Värja, lag          | Algeriet    | Egypten           | Tunisien        |

## Medaljtabell
*   Värdland ( Tunisien)
| Nr                  | Nation              | Guld | Silver | Brons | Totalt |
| ------------------- | ------------------- | ---- | ------ | ----- | ------ |
| 1                   | Egypten             | 2    | 2      | 2     | 6      |
| 2                   | Algeriet            | 2    | 1      | 0     | 3      |
| 3                   | Marocko             | 0    | 1      | 1     | 2      |
| 4                   | Tunisien*           | 0    | 0      | 2     | 2      |
| 5                   | Sydafrika           | 0    | 0      | 1     | 1      |
| Totalt (5 nationer) | Totalt (5 nationer) | 4    | 4      | 6     | 14     |